# Floyd Mayweather Jr.
Floyd Joy Mayweather Jr., nacido como Floyd Joy Sinclair y apodado Money (Grand Rapids, Míchigan, 24 de febrero de 1977),  es un exboxeador estadounidense. Es hijo del exboxeador Floyd Mayweather Sr. y sobrino de los también exboxeadores Jeff Mayweather y Roger Mayweather. Este último no solo fue campeón mundial sino entrenador de su sobrino quien, a su vez,  fue campeón del mundo en cinco categorías distintas: superpluma, ligero, superligero, wélter y superwélter. 
Durante un largo periodo de tiempo fue considerado por la revista The Ring como el mejor boxeador libra por libra. Se tomaron en consideración una técnica muy depurada, desplazamientos constantes a lo largo del ring y una capacidad para controlar el ritmo del combate a voluntad.
Al vender alrededor de 25 millones de eventos a lo largo de su carrera, superando con ellos 2500 millones de dólares reunidos, fue también considerado como el deportista rey del pago por visión (PPV). Tanto así que, entre esos combates, figuran cuatro de los más vendidos en la historia de la televisión pagada: las peleas sostenidas contra Saúl «Canelo» Álvarez (2.2 millones), Oscar de la Hoya (2.4 millones), Manny Pacquiao (4.6 millones) y, el de su retiro definitivo, contra Conor McGregor (4.3 millones).

## Biografía
Floyd Joy Sinclair nació el 24 de febrero de 1977 en Grand Rapids (Míchigan) y se crio en el seno de una familia de boxeadores: su padre, Floyd Mayweather Sr., hizo carrera como peso wélter; su tío, Jeff Mayweather, fue campeón superpluma por la Organización Internacional de Boxeo y otro tío, Roger Mayweather, fue campeón en las divisiones superpluma y superligero por la Asociación Mundial de Boxeo y el Consejo Mundial de Boxeo, respectivamente.
Su madre, Deborah Sinclair, sufrió de adicción a las drogas durante buena parte de su vida, aunque finalmente consiguió superarla.
La tensa relación entre Deborah y Floyd Sr. quedó demostrada cuando uno de los tíos maternos del pequeño Floyd, quien por entonces tenía un año, disparó con una escopeta a la pierna del padre.
Por otra parte, hay que decir que tiene un hermano, Justin Mayweather Jones, que también ejerció de pugilista.
Siendo todavía muy pequeño Floyd aprendió las técnicas básicas del boxeo. Y a los siete años de edad, «Little Floyd» ya frecuentaba el gimnasio de su barrio que quedaba a cinco casas de la suya.
A mediados de la década de 1980 la familia se trasladó a Hiram Square, un barrio de Nueva Jersey en el que vivió en pésimas condiciones: la zona era azotada por ladrones, había suciedad y era común que se cortara el agua o la electricidad.
El 21 de septiembre de 1989 cambió de nombre legal por el de Floyd Joy Mayweather Jr.  Y en 1993 su padre que era de carácter temperamental y estaba vinculado a la venta de estupefacientes fue condenado por tráfico de cocaína. Esto hizo que el joven Floyd, para sostener económicamente a su familia, abandonara la escuela secundaria y se dedicase por completo al deporte.
Pese a los contratiempos personales, ya conocido como «Pretty Boy» —en alusión a lo ileso que se le veía el rostro—, el muchacho desarrolló un estilo boxístico rápido y preciso, que le granjeó reconocimiento en el ámbito semi profesional.

## Historial como amateur
En su época de aficionado alcanzó un récord de ochenta y cuatro victorias, empañado por no más de seis derrotas.
Entre sus logros se cuentan el Campeonato Amateur de los EUA de 1995 y los campeonatos de Guantes de Oro en 1993, 1994 y 1996 . Además llegó a ser semifinalista en los Juegos Olímpicos de Atlanta en 1996 perdiendo con el boxeador búlgaro Serafim Todorov. 

## Historial profesional
En su debut como profesional, el 11 de octubre de 1996, Mayweather noqueó a Roberto Apodaca en el segundo asalto. Para 1998, tenía el récord de 17-0-0 (13 nocauts).

### Título Mundial Superpluma CMB
El 3 de octubre de 1998, en el Hilton de Las Vegas, Mayweather peleó contra Genaro Hernández, que por entonces era el campeón, por el Título Mundial Superpluma CMB (Consejo Mundial de Boxeo).  Mayweather dominó a Hernández de principio a fin,  ganándole por KOT y obligándolo a retirarse al terminar el octavo asalto. Así se consolidó, además, como el primer medallista olímpico que conquistó un título mundial.
Defendió el título en ocho oportunidades, dejándolo vacante tras vencer por KOT, en noveno asalto, a Jesús Chávez. Antes de eso había vencido a Angel Manfredy por KOT en dos asaltos, a Carlos Hernández tras doce asaltos y por decisión unánime del jurado, a Justin Juuko por KO en el noveno asalto, a Carlos Gerena por KOT en el séptimo asalto, a Gregorio Vargas, también por decisión unánime tras el duodécimo asalto, a Diego Corrales por KOT en el décimo asalto y a Carlos "Famoso" Hernández por decisión unánime. 

#### Mayweather vs. Castillo I
Cuando entró en la división Ligero Mayweather se enfrentó, en el MGM Grand de Las Vegas, a  José Luis Castillo, que poseía el Título Mundial Ligero CMB. El combate se celebró en el MGM Grand, Las Vegas, Nevada, Estados Unidos,  
Ese 20 de abril del 2002 Mayweather manejó los primeros asaltos desde la larga distancia con su jab, y Castillo se llevó asaltos al acortar la distancia y descargar impactos sobre el cuerpo de su adversario. 
Aunque las infracciones llevaron a que se les descontase puntos a ambos Floyd superó a Castillo tras doce asaltos, llegando la pelea al siguiente puntaje del jurado: 116-111/115-111/115-111 en favor de Mayweather que se convirtió en el nuevo Campeón Mundial Ligero CMB por la decisión unánime del jurado.
La pelea despertó una gran polémica pues no pocos fueron los que vieron ganador a Castillo; entre ellos los periodistas que transmitieron la pelea y la computadora oficial, que contabilizó los golpes y determinó una mayor certeza a favor de Castillo. 
Tras el fehaciente análisis de la pelea la revancha fue inmediata.

#### Mayweather vs. Castillo II
El 7 de diciembre del 2002  José Luis Castillo y Floyd Mayweather Jr., ahora campeón, se enfrentaron por segunda vez. 
Sobre la arena del Mandalay Bay Resort & Casino de Las Vegas  Mayweather dominó la pelea y atacó desde fuera del alcance de Castillo.  Y, en general,  los pasos laterales y el jab le valieron a Mayweather para defender el título frente a su rival por decisión unánime y sin controversia alguna. Los asaltos en que el mexicano logró golpearle no alcanzaron para arrebatarle el Título Mundial Ligero.
Más tarde volvió a defender el título antes de dejarlo vacante. Primero frente a Victoriano Sosa, a quien derrotó por decisión unánime tras doce asaltos y luego frente Philip N'dou, a quien derrotó por KOT en el séptimo asalto.

### Título Mundial Superligero CMB
En la eliminatoria para conseguir un retador al Título Mundial Superligero CMB, Floyd Mayweather enfrentó a DeMarcus Corley el 22 de mayo del año 2004 en el Boardwalk Hall de Atlantic City, New Jersey. Tras derribar Mayweather Jr. a Corley en el octavo y noveno asalto, llegando la pelea a los doce asaltos, el jurado resolvió unánimemente y, llenando las tarjetas con "119-107/118-108/119-108", le dio la victoria.
Luego, el 22 de enero de 2005 y en el American Airlines Arena de Miami, siguió otra eliminatoria contra Henry Bruseles, donde le venció por KOT en octavo asalto. En esa oportunidad Mayweather había descargado sobre el hígado de Bruseles un fuerte gancho de izquierda que lo envió a la lona. Bruseles se reincorporó a la cuenta oficial del árbitro, pero un golpe idéntico lo hizo caer nuevamente y forzó la detención del combate al minuto 2:55.  

#### Mayweather vs. Gatti
Finalmente, el 25 de junio del 2005, el Boardwalk Hall de Atlantic City fue el escenario de la pelea entre Mayweather Jr. y el  canadiense Arturo Gatti, quien ostentaba el título de Campeón Mundial Superligero CMB. 
Entonces, Gatti comenzó recibiendo un gancho de izquierda a la cabeza, lo que lo derribó. Y aunque se levantó inmediatamente, los siguientes asaltos fueron una especie de monólogo en el que Gatti apenas pudo tocar a Mayweather. Mientras tanto, el "Pretty Boy" golpeaba a voluntad y con gran intensidad al campeón. 
La pelea duró seis asaltos hasta que, antes de que combatieran el séptimo y con los ojos casi cerrados, Buddy McGuirt impidió que Gatti volviese a la pelea. De ese modo, Mayweather consiguió el Título Mundial Superligero CMB por un KOT, pero no lo defendió. Por el contrario, lo dejó vacante para subir a la categoría Welter.

### Título Mundial Wélter FIB
Antes de volver a pelear por un nuevo título mundial, Floyd Mayweather precisó de seis asaltos para vencer por KOT al ex-campeón mundial Sharmba Mitchell. Entonces, derribó al ex-campeón en los asaltos tercero y sexto, valiéndose, en esa última oportunidad, de un golpe al cuerpo.

#### Mayweather vs. Judah
Llegado el 8 de abril del 2006, en el Thomas & Mack Center de Las Vegas, Mayweather y Zab Judah se enfrentaron por el título mundial wélter de la Federación Internacional de Boxeo. El entonces campeón venía siendo aventajado por Mayweather, pero, en el décimo asalto un feroz e ilegal golpe bajo de parte de aquél hacia este determinó la intervención del árbitro para separar a ambos boxeadores.  
Cuando Roger Mayweather entró y comenzó a insultar a Judah por su infracción, Joel Judah, el padre y entrenador de Zab, subió al cuadrilátero para golpear al hombre. Al mismo tiempo subieron los segundos de ambas esquinas, y la policía y la seguridad del estadio debieron intervenir para contener la situación de manera definitiva. 
A consecuencia de invadir el ring Roger fue suspendido por un año y debió pagar la suma de 200 000 dólares a la Comisión Atlética de Nevada.  
Tras la trifulca el combate volvió a su curso normal, finalizando tras doce asaltos y, por decisión unánime y al establecerse la puntuación de 119-109/116-112/117-111 para el vencedor, Floyd Mayweather Jr. consiguió el título de Campeón Mundial Wélter FIB.  

### Título Mundial Wélter CMB

#### Mayweather vs. Baldomir
Decidido a arrebatarle el Título Mundial Wélter CMB, el 4 de noviembre del 2006 y sobre la arena del Mandalay Bay Resort & Casino de Las Vegas, Mayweather se enfrentó a  Carlos Baldomir, boxeando en la larga distancia y dominandolo con velocidad y ciencia.
Transcurridos los doce asaltos y por decisión unánime del jurado, puntuadas las tarjetas con 120-108/120-108/118-108 a su favor, Mayweather Jr. se posicionó como el nuevo Campeón Mundial Wélter CMB. Y aunque saltó de categoría luego de desafiar públicamente a Óscar De La Hoya, conservó el título que hasta entonces detentaba Baldomir.

### Título Mundial Superwelter CMB

#### Mayweather vs. De La Hoya
Con Floyd habiendo anunciado una pelea más antes de su retiro, el combate entre Mayweather Jr. y Óscar De La Hoya por el Título Mundial Superwelter CMB se concretó sobre MGM Grand de Las Vegas, el 5 de mayo del 2007. Este fue entonces el combate mejor pagado en la historia del boxeo, pues Mayweather y De La Hoya ganaron 25 millones y 52 millones de dólares, respectivamente.
Al guardar la distancia, hacer uso de su jab, amarrarle siempre que podía y no solo evadir sino también contragolpear a un De La Hoya que le aventajaba en altura y tamaño, Mayweather acabó dominando a su oponente tras doce asaltos, aunque la decisión estuvo dividida: 116-112 y 115-113 a favor de Mayweather, 115-113 a favor de De La Hoya. 
Una vez que  Mayweather Jr. sostuvo el cinturón de Campeón Mundial Superwelter CMB, se convirtió en campeón de cinco categorías diferentes.

#### Mayweather vs. Hatton

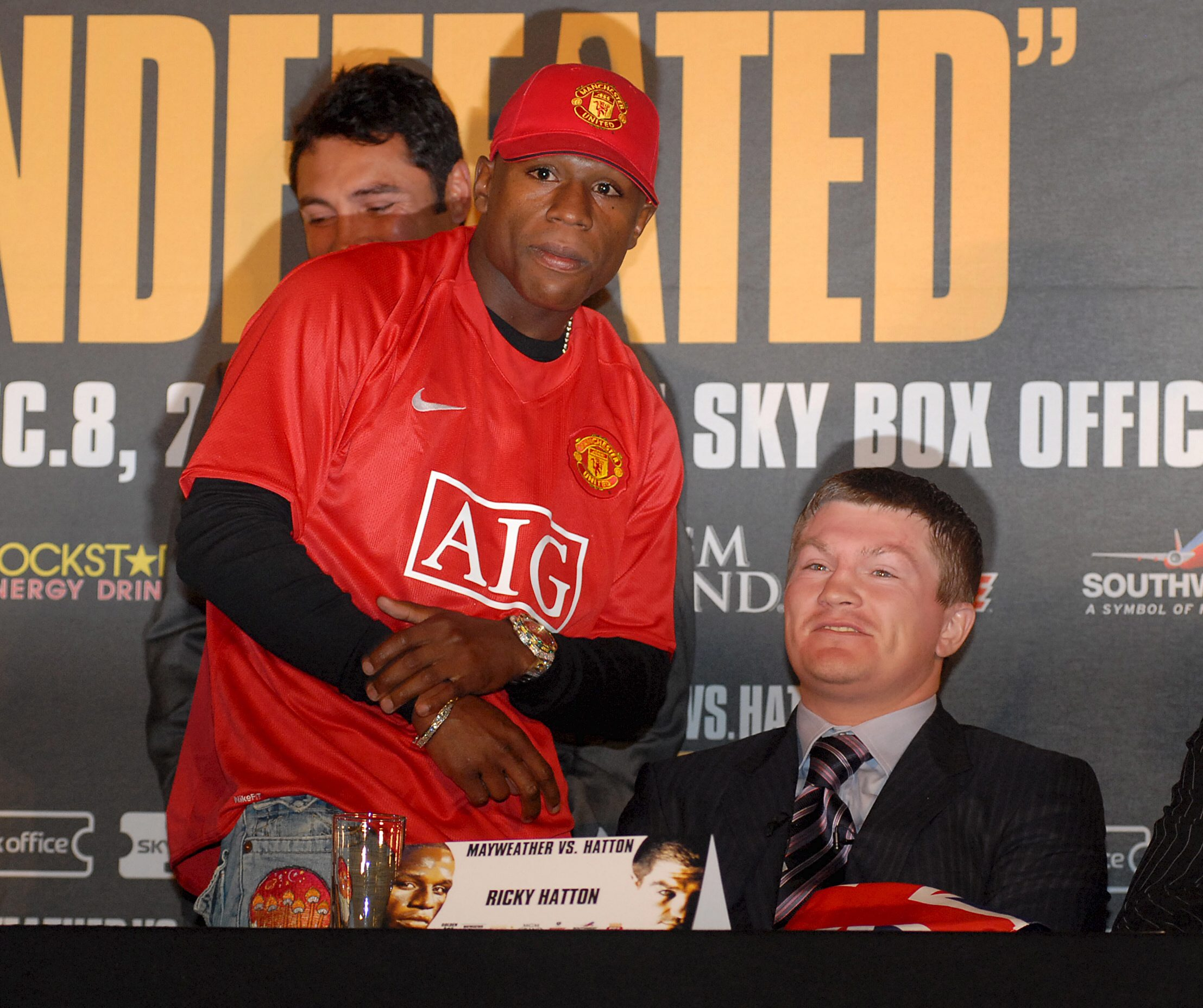
Mayweather y Hatton promocionando su pelea

Mientras el público se mostraba ansioso por su posible retiro Mayweather Jr. dejó vacante el Título Mundial Superwelter CMB y, de nuevo en la categoría Wélter, defendió su Título Mundial Wélter CMB frente al inglés Ricky Hatton. Nuevamente en el MGM Grand de Las Vegas, la pelea tomó lugar el 8 de diciembre del 2007. 
Luego de que el primer campanazo marcase el ataque de un agresivo Hatton, que estableció con ello el manejo del tiempo en la pelea, Mayweather Jr. se centró en ajustar la distancia y en poder contragolpear. Ya en el tercer asalto consiguió cortarle sobre el ojo derecho con un derechazo. Y aunque Hatton siguió presionando, el número de contragolpes de Mayweather Jr. fue subiendo de manera progresiva. 
Llegado un sexto asalto de violentos ataques por parte de Hatton, Mayweather Jr anuló un ataque sobre las cuerdas al girar su cara, lo que suscitó un golpe ilegal en su nuca por parte de Hatton. Entonces el árbitro, Joe Cortez, le descontó un punto a Hatton, quien no pudo conectar con Mayweather y, para su mala suerte y a razón  de los contragolpes del campeón, llegó notablemente desgastado al noveno asalto.
En el décimo asalto, una evasión de Mayweather y un preciso gancho de izquierda sobre la mandíbula de Hatton llevaron a que se estrellase en una esquina y a que terminara en el suelo por efecto del golpe. Hatton venció la cuenta de Joe Cortez, pero, de manera inmediata y al recibir aquél un nuevo y poderoso gancho de izquierda, su equipo tiró la toalla. Así, Cortez detuvo el combate y, tras diez asaltos, Floyd Mayweather Jr. le ganó a Hatton por KOT.

### Retiro
Pasados varios días de haber vencido a Hatton Mayweather Jr. anunció su intención de volver a pelear con Óscar De La Hoya, pero, previa firma de contrato y desorientando a todo su público, decidió retirarse. 
En sus propias palabras, a Floyd le costaba mucho encontrar motivación para seguir adelante en el boxeo. 

### Vuelve al ring
Después de un largo retiro Mayweather anunció su regreso al ring el 18 de julio del 2009 en el MGM Grand, Las Vegas, Nevada, Estados Unidos ante uno de los mejores boxeadores mexicanos de todos los tiempos; Juan Manuel Márquez, quien fue campeón mundial en tres divisiones. Mayweather se lastimó una costilla en una sesión de sparring. Ya con Mayweather repuesto, la pelea se realizó el 19 de septiembre del 2009.

#### Mayweather vs. Márquez

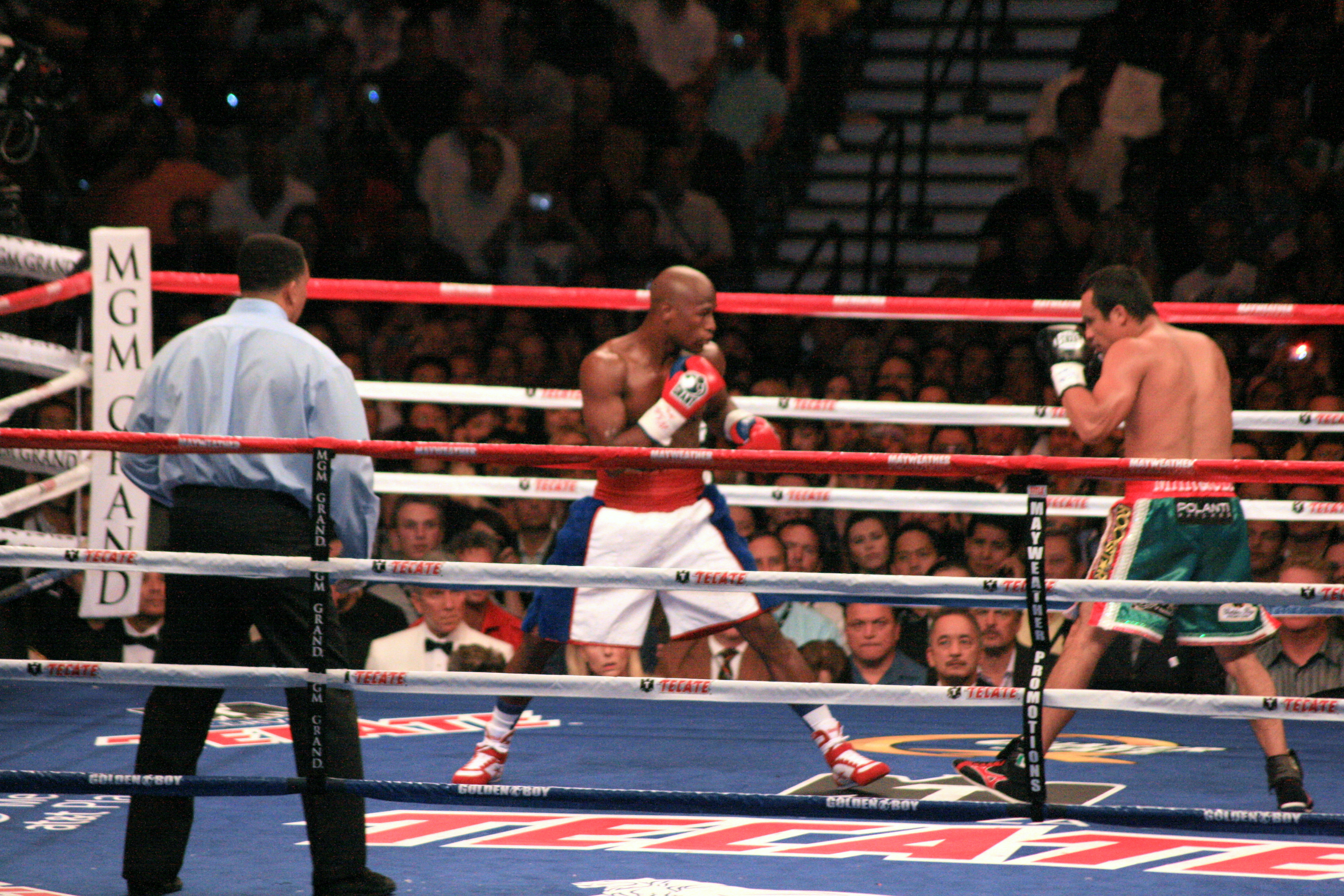
Mayweather peleando con Márquez

Como estaba programado, después de pagar $600 000 dólares como penalización por no dar el peso, Mayweather enfrentó a Márquez en la categoría wélter, en una pelea a doce asaltos. Desde el primer asalto se notó que el retiro no afectó a Mayweather, ya que este desplegó el boxeo al que siempre tiene acostumbrado al mundo, dominó a un Márquez lento (por primera ocasión peleaba en la categoría wélter), especialmente con la izquierda, disparándola desde la larga distancia en forma de jab y gancho.
En el segundo asalto Mayweather derribó a Márquez con un certero gancho zurdo, el mexicano se reincorpora a la cuenta y continuó en la pelea. Mayweather continuó lanzando golpes a Márquez en un combate que se llevó los doce asaltos. Las tarjetas fueron de:120-107/119-108/118-109.

#### Mayweather vs. Mosley
Luego de que no hubiera un acuerdo antidopaje con Manny Pacquiao por las altas exigencias de Mayweather la pelea fue cancelada. Tras este acontecimiento decidió enfrentarse a Shane Mosley. El combate tuvo lugar el 1 de mayo de 2010. Mayweather estableció un amplio dominio, en donde Mosley apenas tuvo un leve momento a favor durante el segundo asalto, para que nuevamente Mayweather dominara por el resto del combate, incluso llegando a conmover a Mosley. Mayweather consiguió la victoria por decisión unánime con margen de 119-109, 119-109, 118-110.

#### Mayweather vs. Ortiz

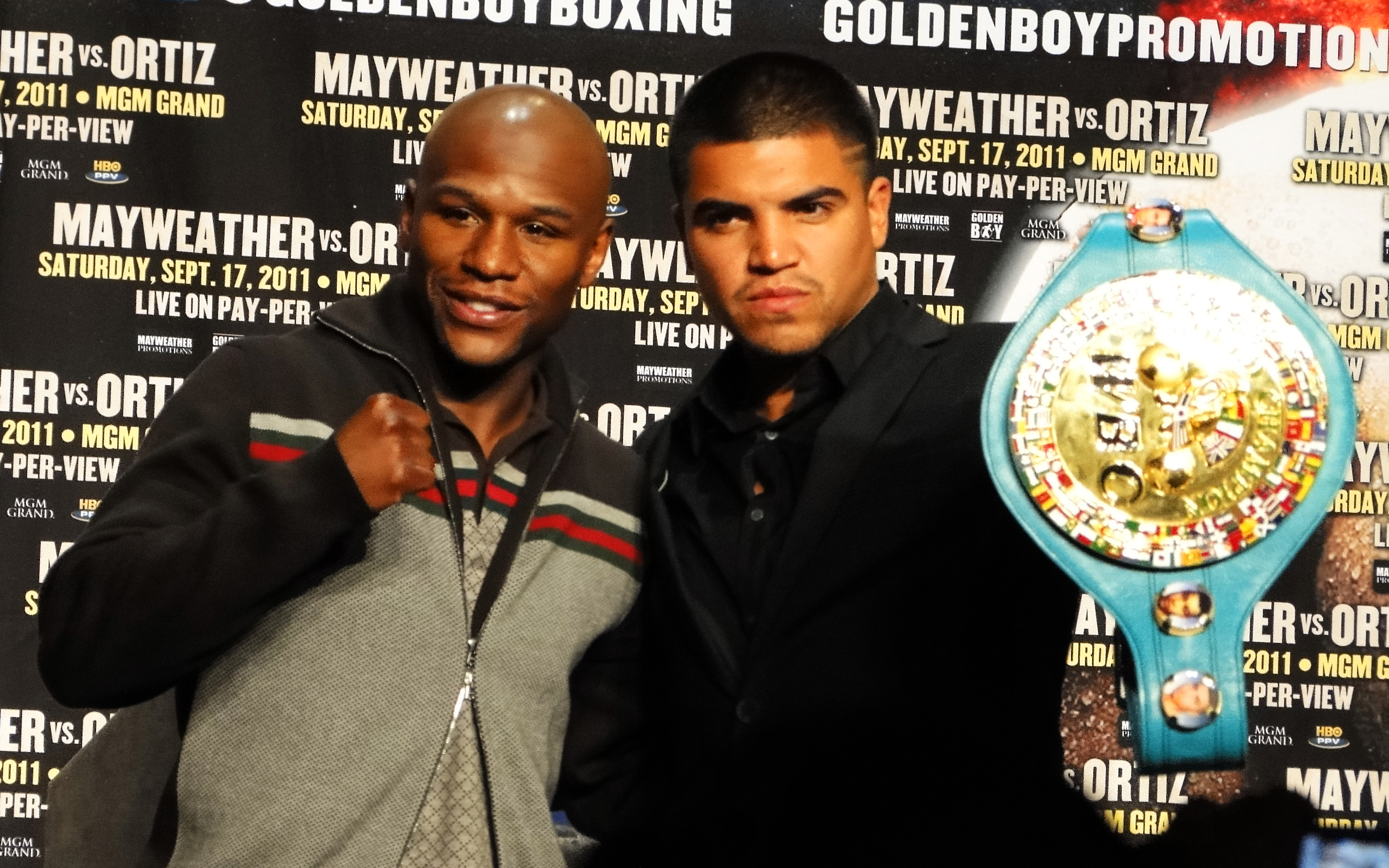
Floyd Mayweather Jr. y Víctor Ortiz.

Ganó en el cuarto asalto en un descuido de Victor Ortiz. Esta pelea ha generado muchas controversias, debido a que en el cuarto asalto, Ortiz le había propinado un cabezazo, por lo que el árbitro Joe Cortez detuvo momentáneamente a ambos boxeadores, rebajándole dos puntos a Ortiz. Ortiz intentó disculparse abrazando a Mayweather, y en un breve descuido con las manos abajo, Mayweather le propinó dos fuertes golpes al rostro que lo llevaron a la lona. Por su parte, el referí Cortez alegó: "el boxeador tiene el mandato de protegerse todo el tiempo. Mayweather no hizo nada ilegal".
Al final de la pelea Mayweather tuvo un agrio encuentro verbal con el entrevistador boxístico Larry Merchant, quien le dijo "desearía tener 50 años menos, para patearte el trasero".

#### Mayweather vs. Cotto
El 5 de mayo de 2012 en el MGM Grand de Las Vegas, Nevada, Mayweather retó al campeón puertorriqueño en el peso superwelter de la AMB, Miguel Cotto. El combate se desarrolló parejo hasta el tramo final. Cotto había tratado de llevar al retador contra las cuerdas, quien utilizó su efectiva defensa para contrarrestar el ataque, sin embargo, Mayweather llegó a sangrar por la nariz tras recibir un fuerte impacto en el sexto asalto. 
Ya para el undécimo asalto, y después de un cerrado décimo asalto, Mayweather empezó a imponerse y en el duodécimo asalto estuvo a punto de mandar al puertorriqueño a la lona. Los jueces fallaron a favor del estadounidense 117-111, 117-111 y 118-110 por lo que se mantuvo invicto,y se agenció el octavo título en su carrera. Tras el combate debió pasar dos meses en prisión a partir del 1 de junio por haber sido hallado culpable de violencia doméstica; aunque la sentencia había sido por tres meses salió antes por buen comportamiento.

#### Mayweather vs. Guerrero
Después de pasar un año inactivo Mayweather se enfrentó a Robert "El Fantasma" Guerrero en Las Vegas el 4 de mayo de 2013. Guerrero, peleador de guardia zurda, tenía apenas una derrota en su historia profesional de 35 combates, pero aun así no era favorito en las apuestas. Por su parte, Mayweather tuvo la novedad de volver a reunir a su padre y tío en su esquina.
Pese a la inactividad el Pretty Boy se mostró en forma: infranqueable en defensa, rápido de pies y manos y con precisos golpes de derecha que dañaban a Guerrero, quien especialmente en el octavo episodio recibió tres fuertes impactos. El nocaut parecía al alcance de Mayweather en los últimos asaltos, pero este alegaría que el puño derecho se encontraba lesionado, lo que le impidió tumbar a su rival. A lo largo de la pelea "El Fantasma" vio frustradas sus intenciones de lastimar al escurridizo Mayweather quien evadía con presteza cualquier ofensiva y finalizado el combate las tres tarjetas arrojaron una decisión unánime a favor del Pretty Boy por 117-111.

#### Mayweather vs. Álvarez
El 14 de septiembre de 2013 Mayweather enfrentó al campeón invicto del peso súper wélter del CMB y la AMB, el mexicano Saúl Álvarez, de 23 años. En lo que era uno de los enfrentamientos más esperados del año la pelea superó el récord de ganancias para el boxeador estadounidense que se estimó en al menos 41,5 millones de dólares.
Pese a la diferencia de trece años de edad entre ambos peleadores el veterano Mayweather mostró a plenitud su repertorio de boxeo en el que predominaba su rápido jab de izquierda, el juego de piernas y la anticipación de los golpes del rival. Por su parte, el «Canelo», quien tenía a su favor el respaldo de público concentrado en el MGM Grand de Las Vegas, nunca dejó de acosarlo, pero el ansiado golpe contundente nunca llegó. 
La algarabía del público mexicano se fue apagando a medida que transcurrían los asaltos, y en el tramo final el estadounidense se tomó la libertad de bajar la intensidad del combate. Una vez terminado las tarjetas arrojaron una decisión mayoritaria (uno de los jueces dictaminó un empate), calificada por la crítica como «extraña», dado el dominio de Mayweather y la misma frustración de Álvarez que aceptó su incapacidad de «atrapar» a su contrincante.

#### Mayweather vs. Maidana
El 3 de mayo de 2014 Mayweather se enfrentó al campeón mundial wélter de la Asociación Mundial de Boxeo (AMB) el argentino Marcos Maidana en el MGM Grand en Las Vegas Nevada. Durante la pelea el argentino sorprendió, ya que se suponía un absoluto predominio de Mayweather, pero el argentino pudo ganarle a Mayweather en varios asaltos siendo más ofensivo. 
Mayweather finalmente ganó por puntos en una controvertida decisión mayoritaria en el que el primer juez dio un empate polémico y los otros dos jueces estadounidenses dieron puntajes a favor de Mayweather. Además ésta pelea ha traído mucha controversia debido a que Mayweather se vio muy frustrado en toda la pelea y Maidana no sólo logró dominar el centro del ring, sino también conectar los golpes de mayor poder en toda la contienda.

#### Mayweather vs. Maidana II
Mayweather se enfrenta a Maidana por segunda vez, ésta por los campeonatos de peso wélter de la Asociación Mundial de Boxeo (AMB) y el Consejo Mundial de Boxeo (CMB), además del campeonato superwelter del CMB el 13 de septiembre de 2014 en el MGM Gran Arena en Las Vegas Nevada. 
Durante la pelea los primeros asaltos fueron reñidos, a tal punto que Maidana hizo tambalear a Mayweather con una mano precisa en el tercer asalto. En los asaltos siguientes Mayweather tuvo dominio y superioridad anulando los golpes que lanzaba Maidana; en los últimos asaltos Mayweather esquivaba y mantenía la distancia de Maidana. Finalmente, después de 12 asaltos, Mayweather ganó la pelea por decisión unánime.

#### Mayweather vs. Pacquiao

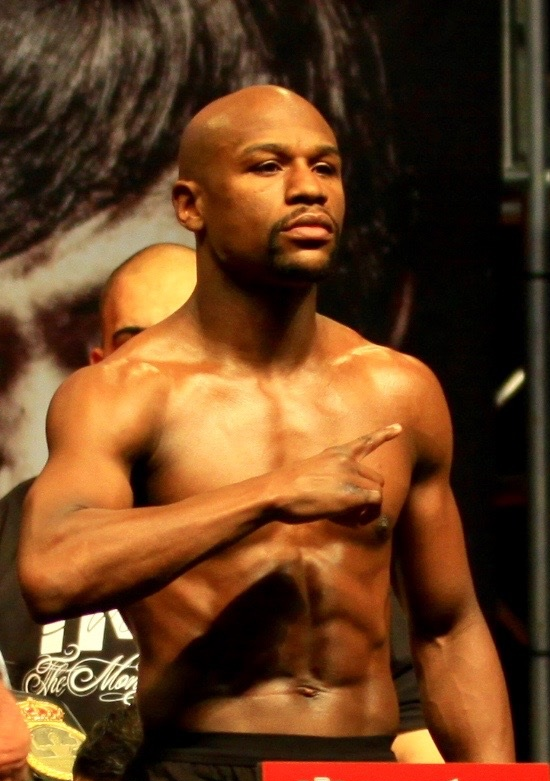
Mayweather en el pesaje para la pelea contra Pacquiao

Tras años de indecisiones, finalmente se concretó el combate soñado por aficionados entre Floyd Mayweather Jr. y Manny Pacquiao, pactado para el 2 de mayo de 2015 en el MGM Grand Arena de Las Vegas. El combate requirió de acuerdos económicos entre los promotores de Mayweather y Top Rank (representantes de Pacquiao), así como con los canales de televisión por suscripción Showtime y HBO. 
El estadounidense venció al filipino por decisión unánime y unificó los títulos mundiales de peso wélter. Por esta pelea, Mayweather ingresó en sus arcas un total de 250 millones de dólares incluyendo regalías del combate, siendo esta la mayor ganancia en la historia para un boxeador, convirtiéndolo además en el deportista mejor pagado del mundo ese año.

#### Mayweather vs. Berto
En la pelea que Floyd Mayweather Jr. describió como la de su retiro, se enfrentó a Andre Berto el 12 de septiembre de 2015 en la MGM Grand Arena. En una pelea de poca acción, Mayweather dominó con claridad a Berto para llevarse una holgada decisión unánime con tarjetas de 120-108, 117-111 y 118-110. En el descanso del último asalto Floyd se abrazó con su padre y entrenador, Floyd Sr., a manera de despedida y le agradeció todo lo que le enseñó en su carrera.

#### Mayweather vs. McGregor
Debido a su éxito en la UFC como Campeón de Peso Ligero, Conor McGregor mostró interés en retar al retirado Mayweather a un combate de boxeo. La idea generó mucha especulación y gran publicidad para ambos atletas. Después de que ambos aceptaran los términos de la pelea, se pactó un combate para el 26 de agosto de 2017 en el T-Mobile Arena de Las Vegas, Nevada, Estados Unidos. 
El ganador de dicha pelea obtendría el Money Belt, un cinturón presentado por el Consejo Mundial de Boxeo (CMB) exclusivamente para el ganador del evento. Mayweather ganó contra su contendiente irlandés en el décimo asalto por nocaut técnico (TKO). Por este combate, Floyd recibió una cantidad aproximada de 350 millones de dólares, incluyendo porcentaje de regalías por merchandising, derechos de transmisión (incluyendo PPV) y taquilla del evento, superando en 100 millones las ganancias de la pelea contra Pacquiao. De esta manera, el combate marcó el retiro definitivo de Mayweather del boxeo profesional, llevándose un récord de 50 victorias y 0 derrotas.

## Récord Amateur

### Clasificación Olímpica de Peso Pluma
- Gana a William Jenkins RSC/TKO-3
- Gana a James Baker RSCH/TKO-1
- Gana a Augie Sánchez PTS (12–11)
- Gana a Carlos Navarro PTS (31–11)
- Gana a Augie Sánchez PTS (12–8) en los box-offs
- Gana a Augie Sánchez PTS (20–10) en los box-offs

### Resultados Olímpicos
- Gana a Bakhtiyar Tileganov (Kazajistán) RSCI/TKO-2
- Gana a Artur Gevorgyan (Armenia) PTS (16–3)
- Gana a Lorenzo Aragón (Cuba) PTS (12–11)
- Pierde contra Serafim Todorov (Bulgaria) PTS (9–10)*

Decisión protestada sin resultado alguno por el equipo de los Estados Unidos.

## Récord Profesional
| Récord profesional | Récord profesional | Récord profesional |
| 50 peleas          | 50 Victorias       | 0 Derrotas         |
| Nocaut             | 27                 | 0                  |
| Decisión           | 23                 | 0                  |
| ------------------ | ------------------ | ------------------ |

| Resultado | Récord | Rival               | Método | Asalto - Tiempo | Fecha                    | Localización                                                   | Título                                                                           |
| Victoria  | 50-0   | Conor McGregor      | T.K.O. | 10 (12) - 1:05  | 26 de agosto de 2017     | T-Mobile Arena, Las Vegas, Nevada                              | Gana (Money Belt).                                                               |
| Victoria  | 49-0   | Andre Berto         | U.D.   | 12              | 12 de septiembre de 2015 | MGM Grand Garden Arena, Las Vegas, Nevada                      | Retiene (WBA (super), WBC, The Ring y Lineal Wélter).                            |
| Victoria  | 48-0   | Manny Pacquiao      | U.D.   | 12              | 2 de mayo de 2015        | MGM Grand Garden Arena, Las Vegas, Nevada                      | Retiene (WBA (super), WBC, The Ring y Lineal Wélter). Gana (WBO Wélter).         |
| Victoria  | 47-0   | Marcos Maidana      | U.D.   | 12              | 13 de septiembre de 2014 | MGM Grand Garden Arena, Las Vegas, Nevada                      | Retiene (WBA (super), WBC, The Ring y Lineal Wélter). Retiene (WBC Superwélter). |
| Victoria  | 46-0   | Marcos Maidana      | M.D.   | 12              | 3 de mayo de 2014        | MGM Grand Garden Arena, Las Vegas, Nevada                      | Retiene (WBC, Lineal y The Ring Wélter). Gana (WBA Wélter).                      |
| Victoria  | 45-0   | Saúl Álvarez        | M.D.   | 12              | 14 de septiembre de 2013 | MGM Grand Garden Arena, Las Vegas, Nevada                      | Retiene (WBA (super) Superwélter). Gana (WBC, The Ring y Lineal Superwélter).    |
| Victoria  | 44-0   | Robert Guerrero     | U.D.   | 12              | 4 de mayo de 2013        | MGM Grand Garden Arena, Las Vegas, Nevada                      | Retiene (WBC y Lineal Wélter). Gana (The Ring Wélter).                           |
| Victoria  | 43-0   | Miguel Cotto        | U.D.   | 12              | 5 de mayo de 2012        | MGM Grand Garden Arena, Las Vegas, Nevada                      | Gana (WBA y WBC Diamond Superwélter).                                            |
| Victoria  | 42-0   | Victor Ortiz        | K.O.   | 4 (10) - 2:59   | 17 de septiembre de 2011 | MGM Grand Garden Arena, Las Vegas, Nevada                      | Retiene (Lineal Wélter). Gana (WBC Wélter).                                      |
| Victoria  | 41-0   | Shane Mosley        | U.D.   | 12              | 1 de mayo de 2010        | MGM Grand Garden Arena, Las Vegas, Nevada                      | Gana (Lineal Wélter).                                                            |
| Victoria  | 40-0   | Juan Manuel Márquez | U.D.   | 12              | 19 de septiembre de 2009 | MGM Grand Garden Arena, Las Vegas, Nevada                      |                                                                                  |
| Victoria  | 39-0   | Ricky Hatton        | T.K.O. | 10 (12) - 1:35  | 8 de diciembre de 2007   | MGM Grand Garden Arena, Las Vegas, Nevada                      | Retiene (WBC, The Ring y Lineal Wélter).                                         |
| Victoria  | 38-0   | Oscar De La Hoya    | S.D.   | 12              | 5 de mayo de 2007        | MGM Grand Garden Arena, Las Vegas, Nevada                      | Gana (WBC Superwélter).                                                          |
| Victoria  | 37-0   | Carlos Baldomir     | U.D.   | 12              | 4 de noviembre de 2006   | Mandalay Bay Resort & Casino, Las Vegas, Nevada                | Retiene (IBO Wélter). Gana (WBC, IBA, The Ring y Lineal Wélter).                 |
| Victoria  | 36-0   | Zab Judah           | U.D.   | 12              | 8 de abril de 2006       | Thomas & Mack Center, Las Vegas, Nevada                        | Gana (IBF y IBO Wélter).                                                         |
| Victoria  | 35-0   | Sharmba Mitchell    | T.K.O. | 6 (12) - 2:06   | 19 de noviembre de 2005  | Rose Garden, Portland, Oregón                                  |                                                                                  |
| Victoria  | 34-0   | Arturo Gatti        | R.T.D. | 6 (12) - 3:00   | 25 de junio de 2005      | Boardwalk Hall, Atlantic City, Nueva Jersey                    | Gana (WBC Superligero).                                                          |
| Victoria  | 33-0   | Henry Bruseles      | T.K.O. | 8 (12) - 2:55   | 22 de enero de 2005      | American Airlines Arena, Miami, Florida                        |                                                                                  |
| Victoria  | 32-0   | DeMarcus Corley     | U.D.   | 12              | 22 de mayo de 2004       | Boardwalk Hall, Atlantic City, Nueva Jersey                    |                                                                                  |
| Victoria  | 31-0   | Phillip N'dou       | T.K.O. | 7 (12) - 1:08   | 1 de noviembre de 2003   | Van Andel Arena, Grand Rapids, Míchigan                        | Retiene (WBC, The Ring y Lineal Ligero).                                         |
| Victoria  | 30-0   | Victoriano Sosa     | U.D.   | 12              | 19 de abril de 2003      | Selland Arena, Fresno, California                              | Retiene (WBC, The Ring y Lineal Ligero).                                         |
| Victoria  | 29-0   | José Luis Castillo  | U.D.   | 12              | 7 de diciembre de 2002   | Mandalay Bay Resort & Casino, Las Vegas, Nevada                | Retiene (WBC, The Ring y Lineal Ligero).                                         |
| Victoria  | 28-0   | José Luis Castillo  | U.D.   | 12              | 20 de abril de 2002      | MGM Grand Garden Arena, Las Vegas, Nevada                      | Gana (WBC, The Ring y Lineal Ligero).                                            |
| Victoria  | 27-0   | Jesús Chávez        | R.T.D. | 9 (12) - 3:00   | 10 de noviembre de 2001  | Auditorio Cívico Bill Graham Civic, San Francisco (California) | Retiene (Lineal y WBC Superpluma).                                               |
| Victoria  | 26-0   | Carlos Hernández    | U.D.   | 12              | 26 de mayo de 2001       | Van Andel Arena, Grand Rapids, Míchigan                        | Retiene (Lineal y WBC Superpluma).                                               |
| Victoria  | 25-0   | Diego Corrales      | T.K.O. | 10 (12) - 2:19  | 20 de enero de 2001      | MGM Grand Garden Arena, Las Vegas, Nevada                      | Retiene (Lineal y WBC Superpluma).                                               |
| Victoria  | 24-0   | Emanuel Augustus    | T.K.O. | 9 (10) - 1:06   | 21 de octubre de 2000    | Cobo Center, Detroit, Míchigan                                 |                                                                                  |
| Victoria  | 23-0   | Gregorio Vargas     | U.D.   | 12              | 18 de marzo de 2000      | MGM Grand Garden Arena, Las Vegas, Nevada                      | Retiene (Lineal y WBC Superpluma).                                               |
| Victoria  | 22-0   | Carlos Gerena       | R.T.D. | 7 (12) - 3:00   | 11 de septiembre de 1999 | Mandalay Bay Resort & Casino, Las Vegas, Nevada                | Retiene (Lineal y WBC Superpluma).                                               |
| Victoria  | 21-0   | Justin Juuko        | T.K.O. | 9 (12) - 1:20   | 22 de mayo de 1999       | Mandalay Bay Resort & Casino, Las Vegas, Nevada                | Retiene (Lineal y WBC Superpluma).                                               |
| Victoria  | 20-0   | Carlos Ríos         | U.D.   | 12              | 17 de enero de 1999      | Van Andel Arena, Grand Rapids, Míchigan                        | Retiene (Lineal y WBC Superpluma).                                               |
| Victoria  | 19-0   | Angel Manfredy      | T.K.O. | 2 (12) - 2:47   | 19 de diciembre de 1998  | Miccosukee Indian Reservation, Miami, Florida                  | Retiene (Lineal y WBC Superpluma).                                               |
| Victoria  | 18-0   | Genaro Hernández    | R.T.D. | 8 (12) - 3:00   | 3 de octubre de 1998     | Las Vegas Hilton, Las Vegas, Nevada                            | Gana (Lineal y WBC Superpluma).                                                  |
| Victoria  | 17-0   | Tony Pep            | U.D.   | 10              | 14 de junio de 1998      | Trump Taj Mahal, Atlantic City, Nueva Jersey                   |                                                                                  |
| Victoria  | 16-0   | Gustavo Cuello      | U.D.   | 10              | 18 de abril de 1998      | Grand Olympic Auditorium, Los Ángeles, California              |                                                                                  |
| Victoria  | 15-0   | Miguel Melo         | T.K.O. | 3 (10) - 2:30   | 23 de marzo de 1998      | Foxwoods Resort Casino, Mashantucket, Connecticut              |                                                                                  |
| Victoria  | 14-0   | Sam Girard          | T.K.O. | 2 (10) - 2:47   | 28 de febrero de 1998    | Bally's Atlantic City, Atlantic City, Nueva Jersey             |                                                                                  |
| Victoria  | 13-0   | Héctor Arroyo       | K.O.   | 5 (10) - 1:21   | 9 de enero de 1998       | Grand Casino Biloxi, Biloxi, Misisipi                          |                                                                                  |
| Victoria  | 12-0   | Angelo Nuñez        | T.K.O. | 3 (8) - 2:42    | 20 de noviembre de 1997  | Auditorio Grand Olympic, Los Ángeles, California               |                                                                                  |
| Victoria  | 11-0   | Felipe García       | K.O.   | 6 (8) - 2:56    | 14 de octubre de 1997    | Qwest Arena, Boise, Idaho                                      |                                                                                  |
| Victoria  | 10-0   | Louie Leija         | T.K.O. | 2 (10) - 2:33   | 6 de septiembre de 1997  | Coliseo El Paso County, El Paso, Texas                         |                                                                                  |
| Victoria  | 9-0    | Jesús Chávez        | T.K.O. | 5 (6) - 2:02    | 12 de julio de 1997      | Grand Casino Biloxi, Biloxi, Misisipi                          |                                                                                  |
| Victoria  | 8-0    | Larry O'Shields     | U.D.   | 6               | 14 de junio de 1997      | Alamodome, San Antonio, Texas                                  |                                                                                  |
| Victoria  | 7-0    | Tony Duran          | T.K.O. | 1 (6) - 1:12    | 9 de mayo de 1997        | Orleans Hotel & Casino, Las Vegas, Nevada                      |                                                                                  |
| Victoria  | 6-0    | Bobby Giepert       | K.O.   | 1 (6) - 1:30    | 12 de abril de 1997      | Thomas & Mack Center, Las Vegas, Nevada                        |                                                                                  |
| Victoria  | 5-0    | Kino Rodríguez      | T.K.O. | 1 (6) - 1:44    | 12 de marzo de 1997      | DeltaPlex Arena, Walker, Míchigan                              |                                                                                  |
| Victoria  | 4-0    | Edgar Ayala         | K.O.   | 2 (4) - 1:39    | 1 de febrero de 1997     | Swiss Park Hall, Chula Vista, California                       |                                                                                  |
| Victoria  | 3-0    | Jerry Cooper        | T.K.O. | 1 (4) - 1:39    | 18 de enero de 1997      | Thomas & Mack Center, Las Vegas, Nevada                        |                                                                                  |
| Victoria  | 2-0    | Reggie Sanders      | U.D.   | 4               | 30 de noviembre de 1996  | Coliseo Tingley, Albuquerque, Nuevo México                     |                                                                                  |
| Victoria  | 1-0    | Roberto Apodaca     | T.K.O. | 2 (4) - 0:37    | 11 de octubre de 1996    | Estación Texas, Las Vegas, Nevada                              |                                                                                  |

## Títulos
- Campeón Mundial de peso superpluma CMB
- Campeón Mundial de peso ligero CMB
- Campeón Mundial de peso superligero CMB
- Campeón Mundial de peso wélter CMB (2)
- Campeón Mundial de peso wélter WBA
- Campeón Mundial de peso wélter IBF
- Campeón Mundial de peso superwelter CMB (2)
- Campeón Mundial de peso superwelter WBA

## Combates de exhibición

### World Wrestling Entertainment (2008)
La primera aparición de Mayweather en la WWE fue en No Way Out. En dicho evento de lucha libre profesional, Mayweather atacó al luchador Big Show después de que este intentase atacar a Rey Mysterio. Debido a esto, Big Show le retó a un combate en WrestleMania XXIV, donde Mayweather obtuvo la victoria después de golpear a Show con un puño americano. El 24 de agosto de 2009, Mayweather fue el General Manager invitado de Monday Night Raw.

### Pelea contra Tenshin Nasukawa
El púgil estadounidense se enfrentó al peleador de kick boxing japonés Tenshin Nasukawa, en un combate llevado a cabo el 31 de diciembre de 2018 en el Saitama Super Arena en Japón. El duelo se celebró bajo las reglas de boxeo y tuvo como vencedor a Mayweather por KO tras haber mandado tres veces a la lona a Nasukawa en el primer asalto.

### Pelea contra Logan Paul
El 6 de diciembre de 2020, se anunció que Mayweather se enfrentaría a la personalidad de YouTube Logan Paul en una pelea de exhibición el 20 de febrero de 2021. La pelea se pospuso y tuvo lugar el 6 de junio de 2021 en Hard Rock Stadium en Miami Gardens, Florida. El 6 de mayo de 2021, Mayweather y Paul se encontraron en persona por primera vez en una conferencia de prensa en el Hard Rock Stadium, donde el hermano de este último, Jake Paul, mantuvo un altercado con Mayweather cuando le quitó el sombrero de Mayweather de la cabeza.
La mayor parte de la pelea consistió en Paul realizando amarres a Mayweather y sin poder conectar golpes claros. El combate llegó a la distancia completa de 8 asaltos, sin un peleador declarado ganador ya que la pelea no contó con la presencia de jueces. Según las estadísticas de golpes de CompuBox, Mayweather conectó 43 golpes de 107 lanzados (40,2%), en comparación con los 28 de 217 lanzados de Paul (12,9%).

## Estilo de boxeo
Su técnica defensiva estaba basada en una guardia mixta con los hombros levantados, con esto protegía su barbilla y desviaba los golpes. Esta técnica, denominada "Philly Shell" fue utilizada en la década de los 60 por el boxeador Ike Chesnut. Muchos lo han criticado por ser un "cobarde"  y evitar el intercambio de golpes. Muchos otros, lo admirán por su técnica y capacidad de golpear y no ser golpeado. No fue el creador de la "Philly Shell" pero su perfeccionamiento de la misma demostró lo efectiva que puede llegar a ser esta guardia, popularizándola y haciéndola una guardia característica del estilo de boxeo americano.

## Crítica
Floyd Mayweather ha sido criticado por su enorme huella de carbono. En una revisión de 2022 de los registros de vuelos de aviones privados, el nombre de Mayweather apareció en una lista de 10 "Celebridades con las peores emisiones de CO2 de aviones privados" (junto con Taylor Swift, Jay- Z, A-Rod, Blake Shelton, Steven Spielberg, Kim Kardashian, Mark Wahlberg, Oprah Winfrey y Travis Scott). Entre principios de enero y finales de julio de 2022, sus vuelos en aviones privados emitieron 7076,8 toneladas de emisiones, lo que representa 1011 veces el total de emisiones anuales de una persona promedio.

## Su implicación en el boxeo, más allá del cuadrilátero.
Floyd mantiene su estrecha relación con el boxeo como promotor ("Mayweather Promotions"), patrocinador ("TMT") y levantando nuevos gimnasios de boxeo (de los que están surgiendo grandes promesas, como "Curmell Moton"). Mayweather también se matiene involucrado en el sector de forma personal, ofreciéndose en entrevistas, podcast y eventos.

## Vida privada
Mayweather tiene cinco hijos. Tres de ellos, Koraun (18 de noviembre de 1999), Zion (28 de marzo de 2001) y Jirah (25 de junio de 2003), los tuvo con Josie Harris, su pareja entre 1995 y 2010. Su hija Iyanna (nacida en 2000) es producto de una relación entre el boxeador y Melissa Brim. Además, Mayweather adoptó al hijo de Brim, Devion Cromwell (nacido en 1996), el mayor de todos.